# Isacar

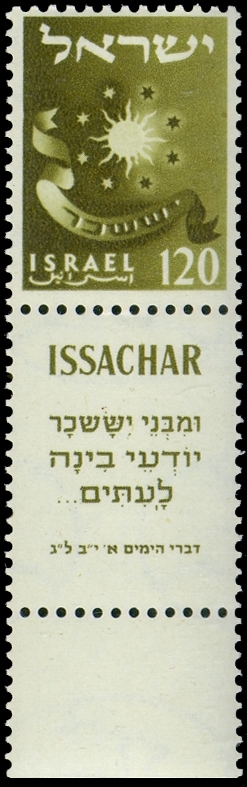
Símbolo de la tribu de Isacar. Inscripción hebrea: "Y de los hijos de Isacar, expertos en discernir los tiempos ..." (1 Crónicas 12:32).

Mapa con las doce tribus israelitas, 1200-1050 a. C. El territorio de la tribu de Isacar figura en color rojo.

Isacar (hebreo יששכר Yissajar) (cuyo nombre significa "recompensado") es, en el Antiguo Testamento (Gn. 30:17-18), el noveno hijo del patriarca hebreo Jacob y quinto hijo de Lea, su primera esposa. Es el fundador tradicional de la tribu de Israel que lleva su nombre. Según el historiador judío Flavio Josefo, el territorio de Isacar "se extendía desde el Carmelo hasta el Jordán a lo largo y hasta el monte Acrópolis a lo ancho". 
Fue el noveno hijo de Jacob y quinto de Lea. No se da ningún dato biográfico de él, excepto que tuvo unos cinco hijos, que vinieron a ser príncipes de la tribu. En la bendición de Jacob a sus hijos, de Isacar dijo: «asno fuerte que se recuesta entre los apriscos; y vio que el descanso era bueno y que la tierra era deleitosa; y bajó su hombro para llevar, y sirvió en tributo» (Gn. 49:14-15).
En la bendición de Moisés, Zabulón e Isacar son mencionados juntos, y se señala también a su destino hacia la actividad en lo comercial, en este último caso ya en condiciones mileniales de justicia (Dt. 33:18-19).
Muchos de la tribu de Isacar se unieron a David en Siclag, de los que se dice que eran «entendidos en los tiempos, y que sabían lo que Israel tenía que hacer» (1 Cr. 12:32). En la primera cuenta había 54 400 hombres de Isacar dispuestos para la guerra, y en la segunda, 64 300. Son descritos como «hombres valientes en extremo» (1 Cr. 7:4-5).
La tribu poseía una de las secciones más fértiles de la tierra, incluyendo la extensa llanura de Jezreel, con el Jordán como su límite por unos 70 km. En Ap. 7:7 se menciona 12 000 de Isacar entre los 144 000 señalados.
Un hijo de Obed-edom, levita de la familia de Coré, también lleva el nombre Isacar (1 Cr. 26:5).